# دوري سان مارينو 2018–19
دوري سان مارينو 2018–19 هو الموسم 34 من  دوري سان مارينو. أقيم خلال الفترة 21 سبتمبر 2018 وحتى 25 مايو 2019، والذي يشرف على تنظيمه اتحاد سان مارينو لكرة القدم، وكان عدد الأندية المشاركة فيه  15، وفاز فيه تري بيني.